# Краусс Андрій-Фердінанд Кіндратович
Андрі́й-Фердіна́нд Кіндра́тович Кра́усс (нім. Andreas Ferdinand Krauss; 28 вересня (10 жовтня) 1859 , Київ, Київська губернія, Російська імперія  — 4 (17) жовтня 1911 , Київ, Київська губернія, Російська імперія ) — київський архітектор, технік.

## Життєпис
Народився 28 вересня (10 жовтня) 1859 року в Києві в родині київських міщан. Батько А.-Ф. Краусса, Кіндрат Іоганович (Іванович) Краусс народився у місті Крейденц (герцогство Саксен-Кобург), за фахом був корзинником. Прибув до Києва у 1843 році, у віці 30 років. Отримав вид на проживання, а у 1848 році — російське підданство. Був зарахований до васильківських міщан, але залишився у Києві, де спочатку служив прикажчиком у винному підвалі, а пізніше відкрив невеликий готель. У 1848 році Кіндрат Краусс одружився з Христиною Ман (нім. Christine Mann), донькою вюртенберзького підданого, та оселився на Лютеранській вулиці, буд. № 20 (не зберігся). У подружжя народилося багато дітей — донька Анна-Катерина, сини Карл-Людвіг, Андрій-Фердинанд, Микола, Мартін (1880—1922) та Фрідріх (1863—1930). Мартін і Микола займалися банківською діяльністю, Фрідріх став австро-угорським консулом в Києві.
Про Андрія-Фердинанда Краусса відомо небагато, хоча він є автором проектів багатьох будинків, зведених у Києві наприкінці 1890-х — на початку 1900-х років.
У 1886—1890 роках молодий архітектор Андрій Краусс працював архітектором Київського університету, отримуючи близько 900 карбованців на рік. Перші його споруди в Києві датовані 1880-ми роками, найактивніший період проектної та будівельної діяльності припадає на кінець 1890-х — початок 1900-х рр.
Помер у Києві 4 (17) жовтня 1911 року від раку.

## Будівлі, споруджені А.-Ф. Крауссом
- «Замок Річарда Левове Серце» (Андріївський узвіз, № 15, 1902—1904 рр., проект петербурзького архітектора Р. Марфельда);
- Житловий будинок (Андріївський узвіз, № 18, 1891 р., добудова будинку, зведеного П. Спарро);
- Прибутковий будинок М. Відмунта (вул. Антоновича, № 14 і 14-Б);
- Власний житловий будинок (вул. Антоновича, 32, 1887 р.);
- Готель «Пале-Рояль» і прибутковий будинок М. Аристархова (вул. Басейна, № 1/2, 1899—1900 рр.);
- Готель «Оріон» на розі вул. Басейної, Бессарабської пл. і вул. Великої Васильківської № 1—3;
- Прибутковий будинок Л. Уманської (вул. Басейна, № 15, 1900 р.);
- Будинок інженера-технолога Й. Добровольського (вул. Бульварно-Кудрявська, 16, 1907 р.);
- Житловий будинок (вул. Бульварно-Кудрявська, 34, 1894 р., не зберігся;
- Садиба (вул. Велика Васильківська, № 10 і 10-Б, 1897 р.);
- Садиба (вул. Велика Васильківська, № 17 і 17-Б);
- Садиба (вул. Велика Васильківська, № 32-А і 32-Б);
- Садиба (вул. Велика Васильківська, № 38 і 38-Б);
- Житловий будинок (вул. Велика Васильківська, № 41, 1901 р.);
- Житловий будинок (вул. Велика Васильківська, № 44, 1898—1899 рр.);
- Житловий будинок (вул. Велика Васильківська, № 56, 1900 р.);
- Житловий будинок (вул. Велика Васильківська, № 60/5, 1900 р.);
- Житловий будинок (вул. Велика Васильківська, № 66-68, 1899—1900 рр.);
- Житловий будинок купця П. Оскерка (вул. Володимирська, № 41/27, 1867, добудова 1883—1884 рр.));
- Житловий будинок Б. Міллера (вулиця Гоголівська, 32-В, 1893—1894);
- Житловий будинок (вул. Олеся Гончара, 90/92, 1898—1899 рр.);
- Садиба Б. С. Міллера (вул. Жилянська, № 38, 1893—1894 рр.);
- Житловий будинок Є. Іваницького (вул. Золотоворітська, № 6, 1894 р.);
- Житловий будинок 3. Бейтгілеля (вул. Кирилівська, № 2/9, 1886 рр.);
- Особняк А. Савицького (вул. Круглоуніверситетська, № 10, 1892 р.);
- Прибутковий будинок В. Данилевича (вул. Кудрявська, № 10, 1897 р.);
- Особняк Є. Свєшнікової (вул. Лабораторна, № 7, 1900—1901 рр., не зберігся);
- Особняк А. Малишевської (вул. Леонтовича, № 4, 1886 р.);
- Добудова особняка М. Закса (вул. Липська, № 4, 1896 р.)
- Добудова житлового будинку (вул. Мала Житомирська, № 17, 1897 р.);
- Житловий будинок (вул. Казимира Малевича, № 80, 1900 р., не зберігся);
- Житловий будинок (вул. Михайлівська, № 6-Б);
- Житловий будинок (вул. Михайлівська, № 11, 1897 р.);
- Житловий будинок (вул. Михайлівська, №  16-А, 1888 р.)
- Садиба (вул. Михайлівська, № 22-А і 22-Б, 1899—1900 рр.)
- Житловий будинок (вул. Князів Острозьких, № 5, 1899 р.)
- Садиба (Музейний провулок, № 2-А, 2-Б, 2-В, 2-Г і 2-Д, 1895—1900 рр.)
- Житловий будинок № 9 (м. Київ, вул. Назарівська, колишня вул. Вєтрова; 1900 р.);
- Прибутковий будинок М. Михайлова (вул. Євгена Чикаленка, № 8, 1894—1895 рр.);
- Житловий будинок Цельтнера (вул. Прорізна, № 3, 1884 р.);
- Прибутковий будинок Паренса (вул. Рейтарська, № 8/5-А, 1891 р.);
- Прибутковий будинок Є. Кістеньової (вул. Рейтарська, № 25, 1899 р.);
- Садиба (вул. Рейтарська, № 19-А і 19-Б, 1897 р.);
- Житловий будинок А. Живоглядова (вул. Шота Руставелі, № 11, 1888 р., не зберігся);
- Прибутковий будинок Л. Бендерського (вул. Шота Руставелі, № 22 і 22-В, 1896—1897 рр.);
- Флігель та сарай у садибі К. Краусса (вул. Шота Руставелі, № 27, 1892 р., не зберігся);
- Прибутковий будинок Г. Хавкіна (вул. Шота Руставелі, № 29 і 29-Б, 1909—1910 рр.);
- Прибутковий будинок Розенталя (вул. Шота Руставелі, № 30 і 30-Б, 1902—1903 рр.);
- Житловий будинок (вул. Шота Руставелі, № 31, 1897 р.);
- Житловий будинок та флігель (вул. Шота Руставелі, № 32, 1898—1899 рр., флігель не зберігся);
- Надбудова і прибудова до існуючого житлового будинку П. Лімінського (вул. Шота Руставелі, № 35, 1897 р., не зберігся);
- Житловий будинок (вул. Шота Руставелі, №  36, 1903—1904 рр.);
- Садиба (вул. Шота Руставелі, № 38, 38-Б, 38-В, 1901—1902 рр.);
- Житловий 4-поверховий флігель (вул. Шота Руставелі, № 39, 1899 р., не зберігся);
- Прибудова до існуючого флігеля (вул. Шота Руставелі, № 51, 1898 р., не зберігся);
- Прибутковий будинок (вул. Шота Руставелі, № 55/6, 1898 р., не зберігся);
- Житловий будинок (вул. Саксаганського, № 5, 1890-і рр.);
- Житловий будинок (вул. Саксаганського, №  10/40, 1899 р.);
- Житловий будинок (вул. Саксаганського, № 28, 1898—1901 рр.);
- Садиба (вул. Саксаганського, № 38 і 38-Б);
- Житловий будинок (вул. Саксаганського, № 81, 1898 р.);
- Житловий будинок (вул. Саксаганського, № 91, 1899 р.);
- Житловий будинок (вул. Саксаганського, № 93-Б, 1892 р.);
- Прибутковий житловий будинок (вул. Саксаганського, № 147/5, 1900—1903 рр.);
- Садиба (вул. Саксаганського, № 15 і 15-Б, 1898—1899 рр.);
- Садиба (вул. Саксаганського, № 43 і 43-Б, 1898 р.);
- Прибутковий комплекс (вул. Саксаганського, № 44, 44-Б і 44-Е, 1898 р.);
- Садиба (вул. Саксаганського, № 74 і 74-Б, 1897—1898 рр.);
- Садиба (вул. Саксаганського, № 89 і 89-Б, 1899—1900 рр.);
- Прибутковий будинок Голуба (вул. Саксаганського, № 112-А і 112-Б, 1900 р.);
- Садиба (вул. Софійська, № 7);
- Прибутковий будинок Апштейна (вул. Спаська, № 8-А — 8-Б, 1900 р.);
- Житловий будинок (вул. Тарасівська, № 23—25, 1899—1900 рр.);
- Садиба (вул. Гетьмана Павла Скоропадського, № 17 і 17-Б, 1894—1895 рр.);
- Житловий будинок (вул. Гетьмана Павла Скоропадського, № 23/1, 1894—1895; 1909 рр.);
- Особняк Г. Ф. Кащенко (вул. Івана Франка, № 4, 1897 р.);
- Садиба (вул. Івана Франка, № 12-А і 12-Б, 1898—1899 рр.);
- Житловий будинок (вул. Івана Франка, № 18, 1889—1890 рр.);
- Готель «Ермітаж» (вул. Богдана Хмельницького, № 26 і 26-А, 1902—1904 рр.);
- Житловий будинок (вул. Богдана Хмельницького, № 27, 1900 р.);
- Прибутковий будинок Шампаньєра (вул. Богдана Хмельницького, № 44, 44-Б і 44-В, 1897 р.);
- Прибутковий будинок Покраса (вул. Хорива, № 11-А, 1890-і рр.);
- Добудова і надбудова фасадного будинку, забудова садиби (вул. Хрещатик, № 44, 1890-ті рр.);
- Садиба (бул. Тараса Шевченка, № 3, 1897 р.);
- Житловий будинок (бул. Тараса Шевченка, № 35, 1887 р., не зберігся);
- Прибутковий будинок (провулок Тараса Шевченка, № 5);
- Садиба (провулок Тараса Шевченка, № 13/21-Б);
- Особняк В. Х. Руссіянова (вул. Отто Шмідта, № 33, 1900—1901 рр.);
- Прибутковий будинок М. Михайлова (вул. Ярославів Вал, № 16 і 16-Б, 1897—1898 рр.);
- Добудова житлового будинку (вул. Ярославів Вал, № 35, 1888 р.);
- Житловий будинок (вул. Ярославська, № 5/2-А, 1892 р.);
- Прибутковий будинок Брука (вул. Ярославська, № 21, 1897 р., за іншими даними автор І. Ніколаєв)

## Ілюстрації

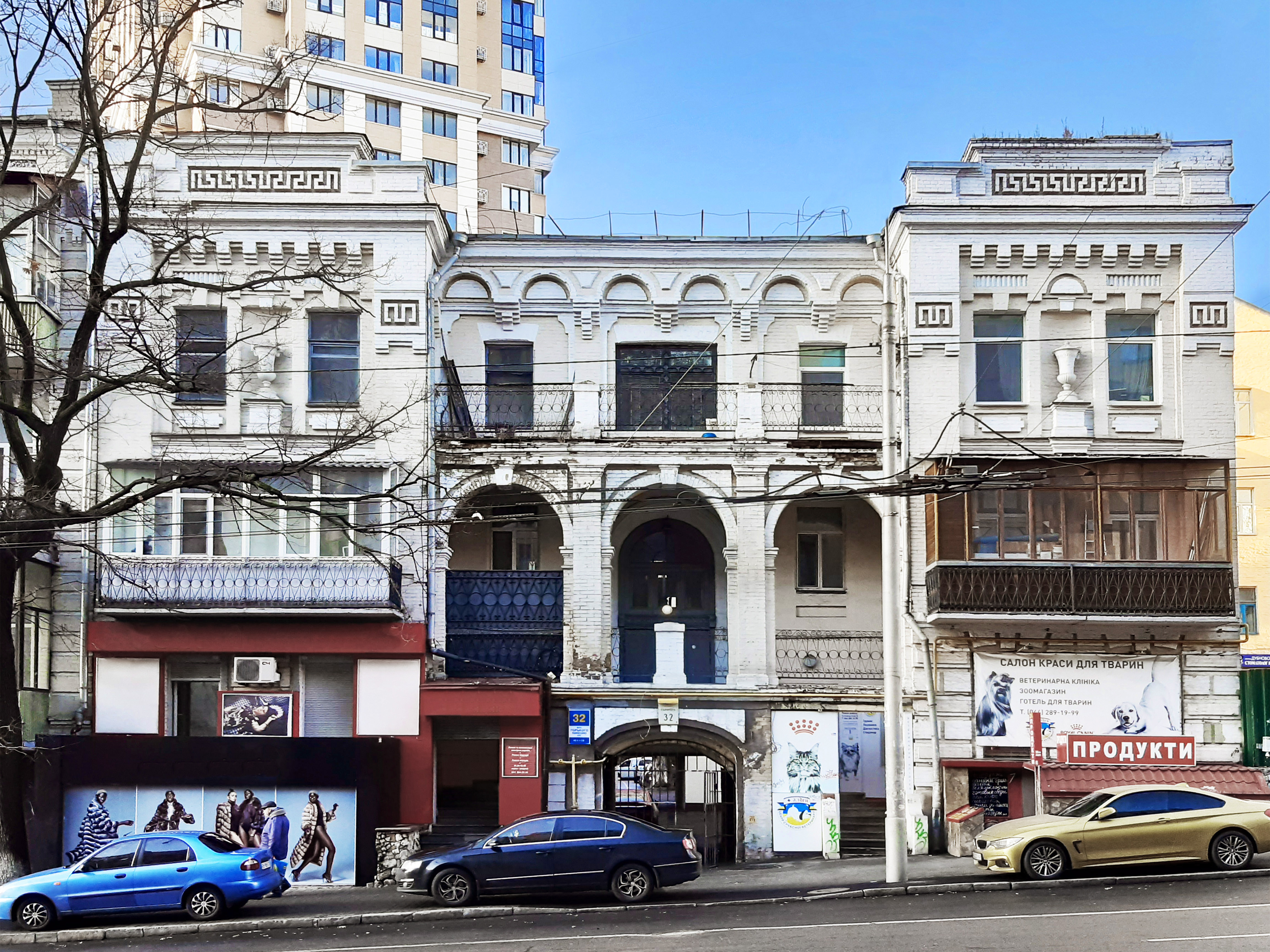
Власний житловий будинок на Антоновича, 32
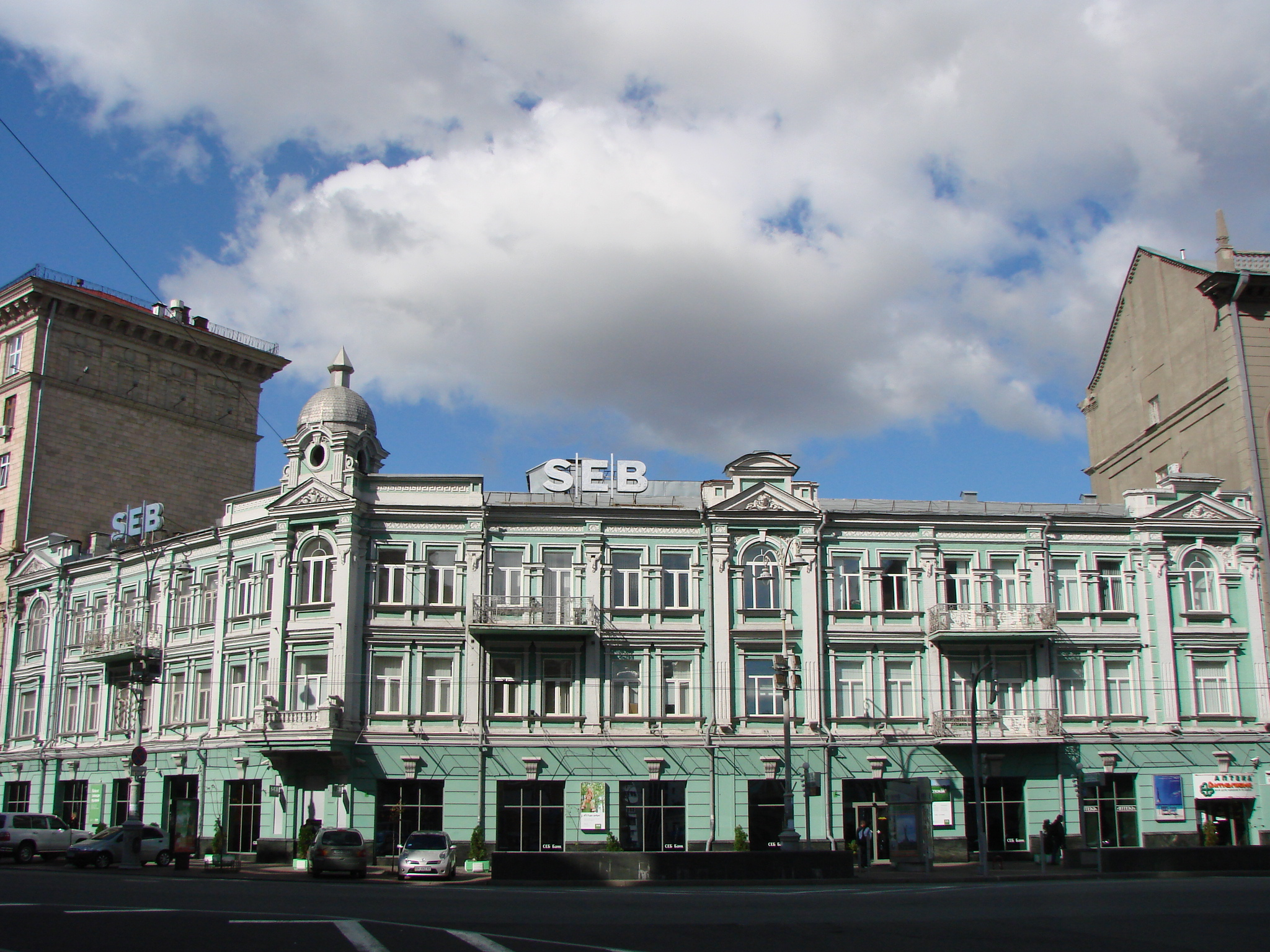
Садиба на Великій Васильківській, 10
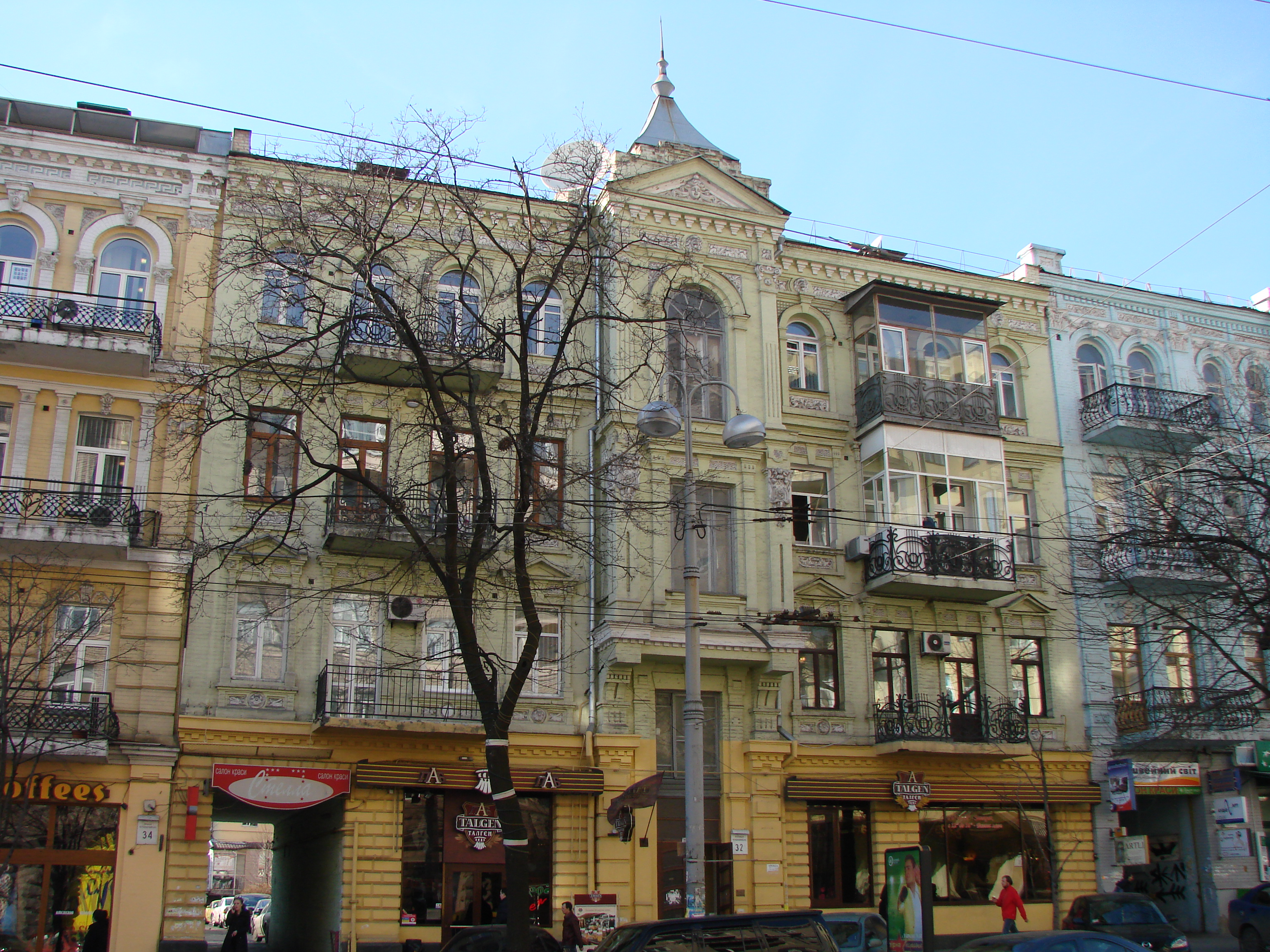
вул. Велика Васильківська, 32
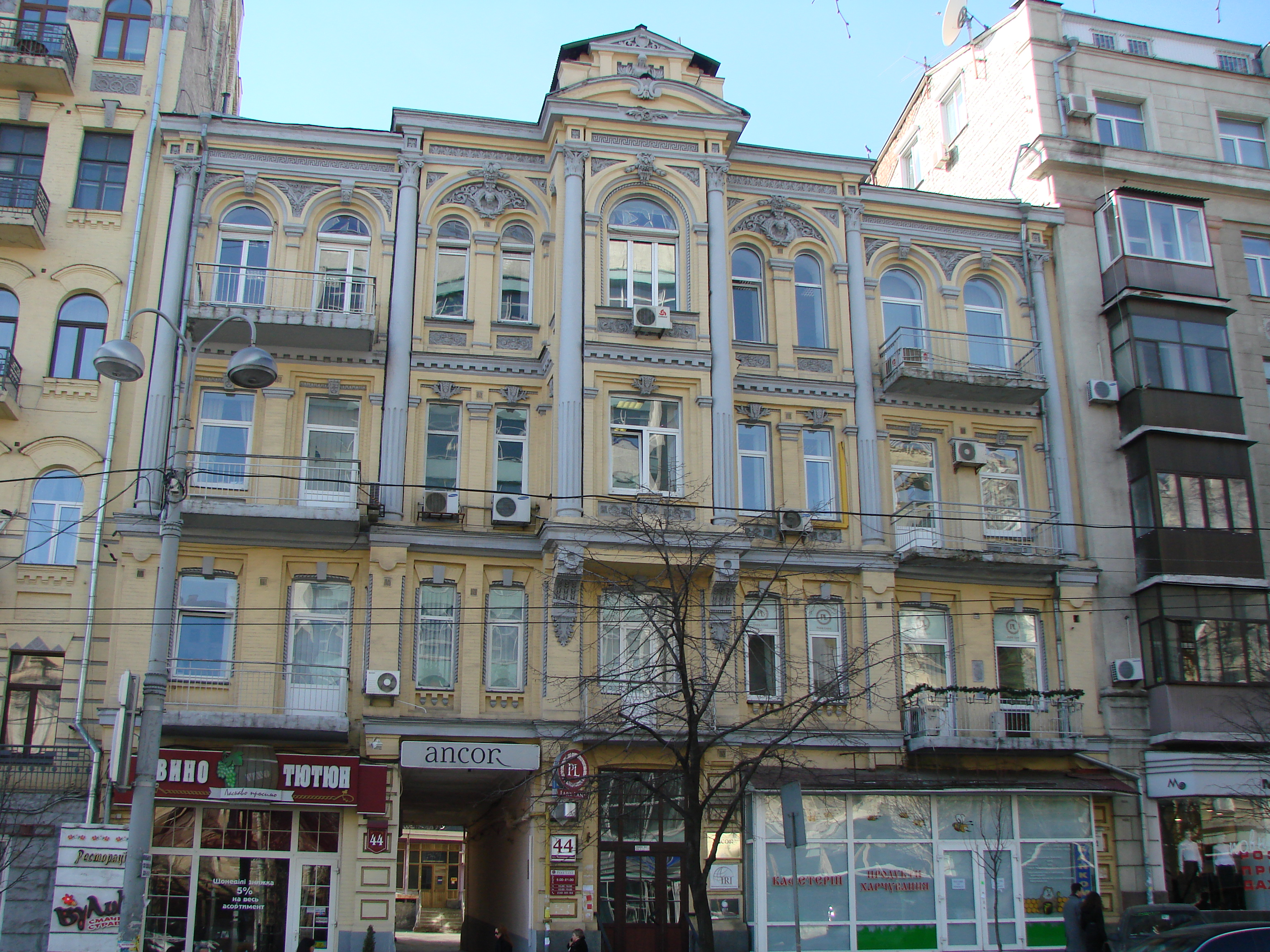
вул. Велика Васильківська, 44
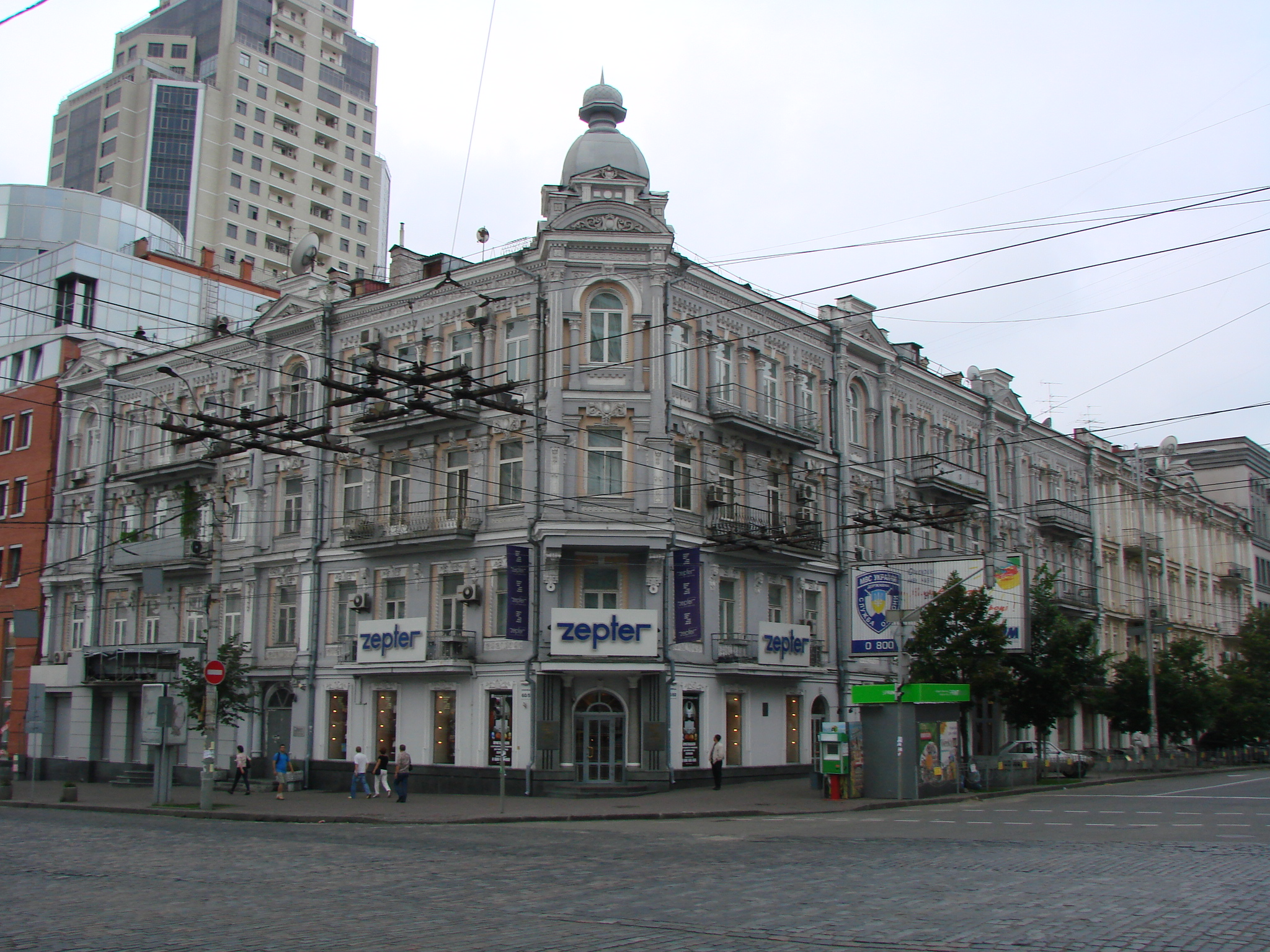
вул. Велика Васильківська, 60
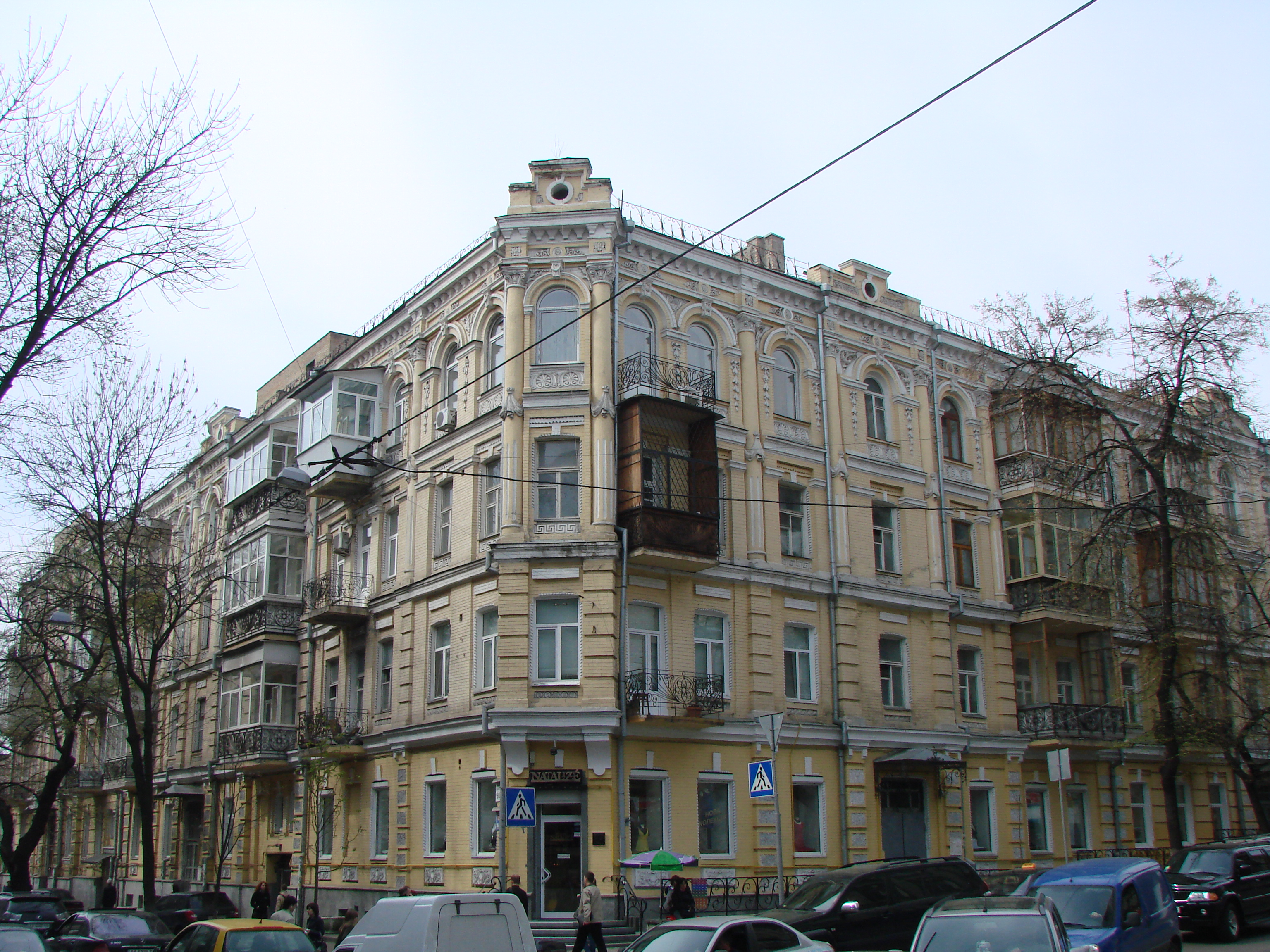
вул. Олеся Гончара, 90
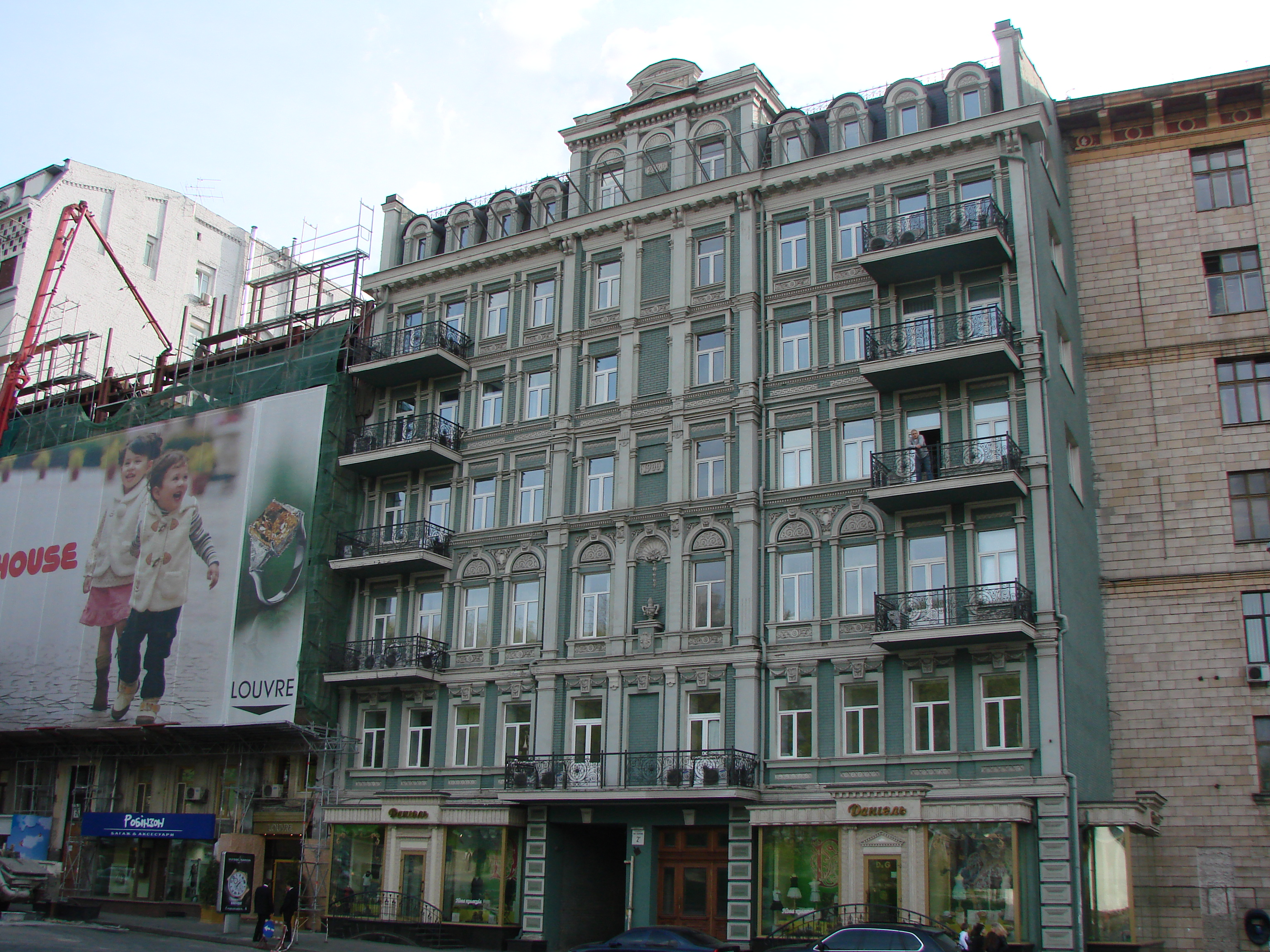
Музейний провулок, 2-Б
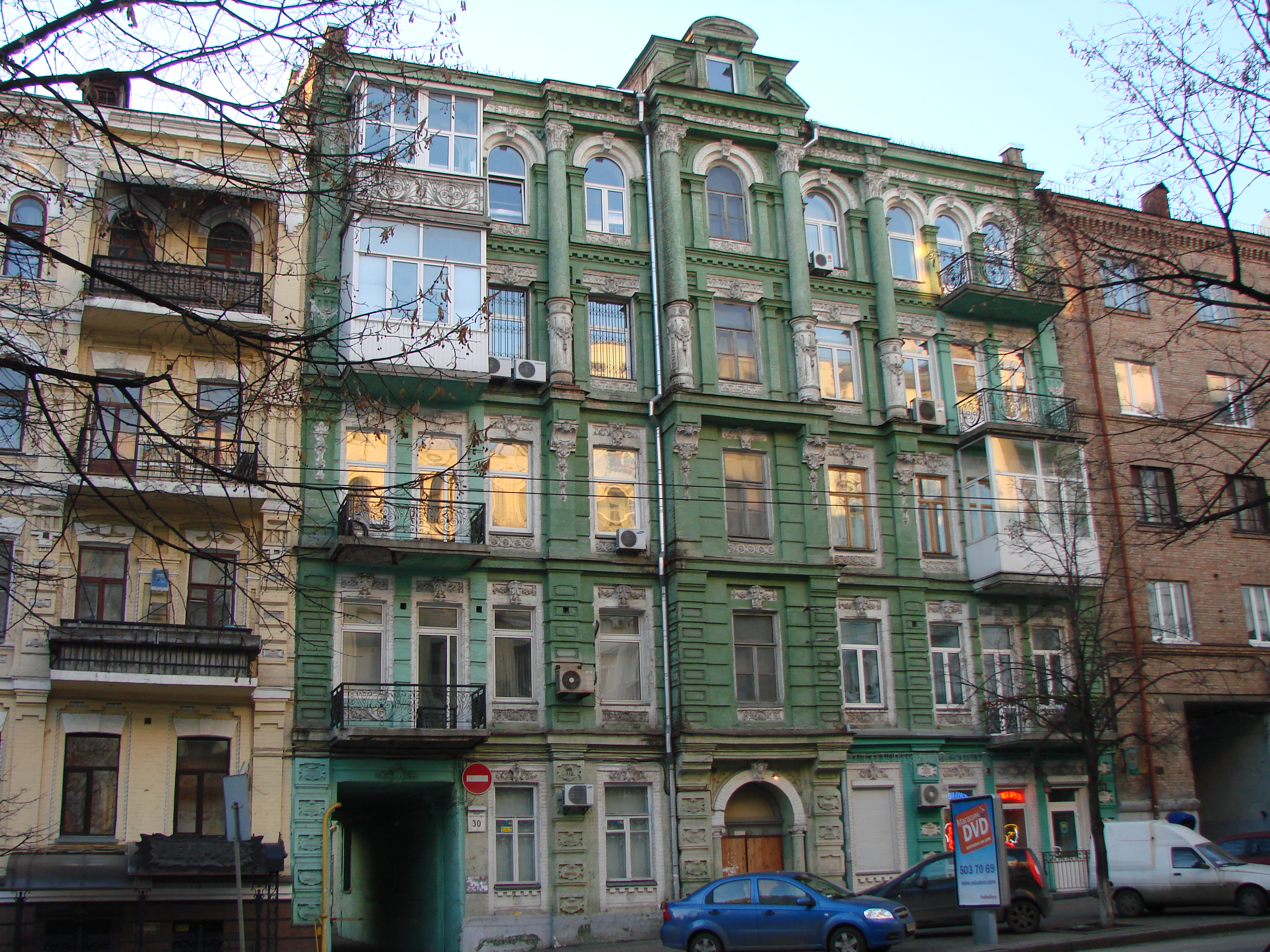
вул. Шота Руставелі, 30
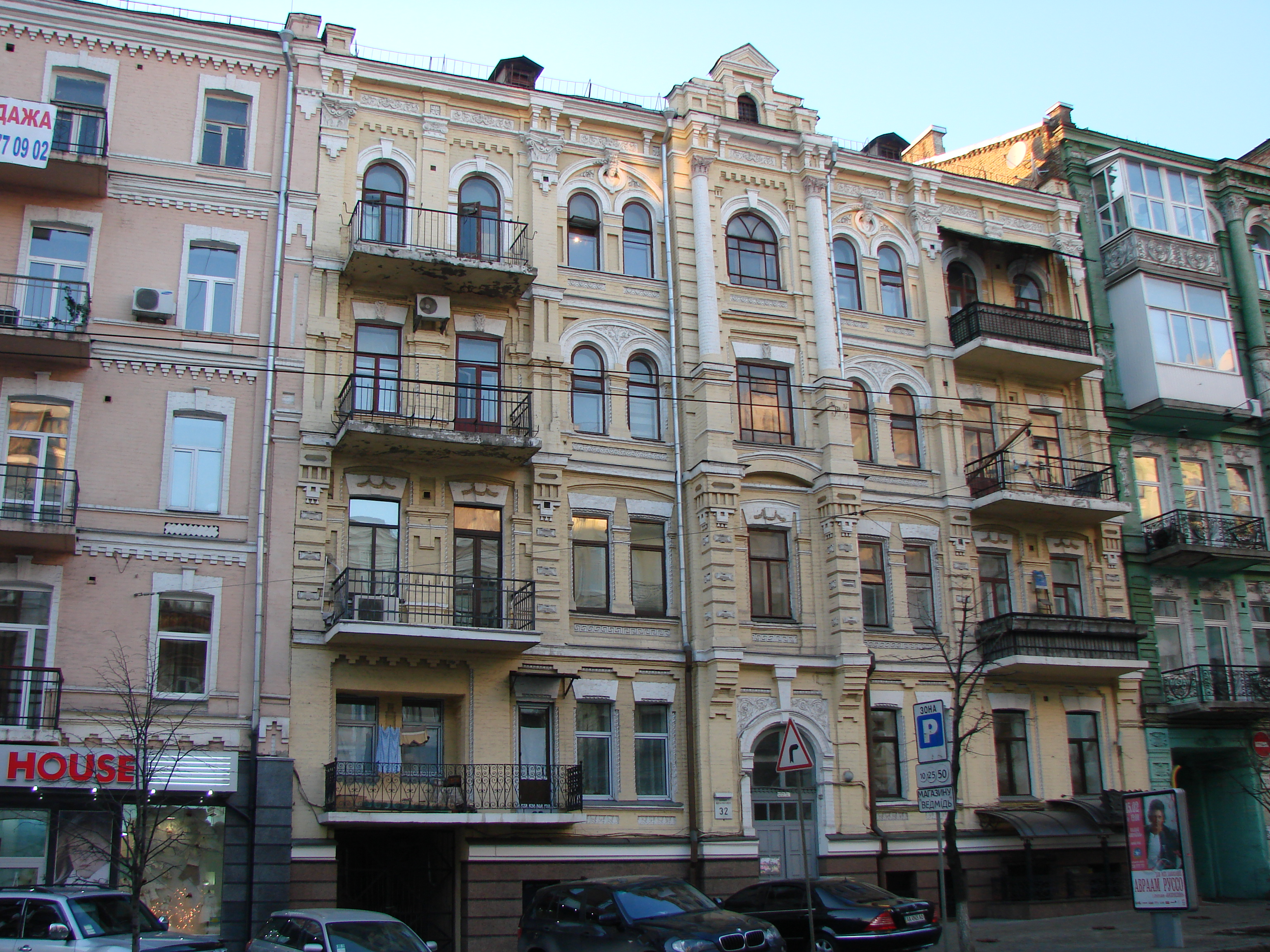
вул. Шота Руставелі, 32
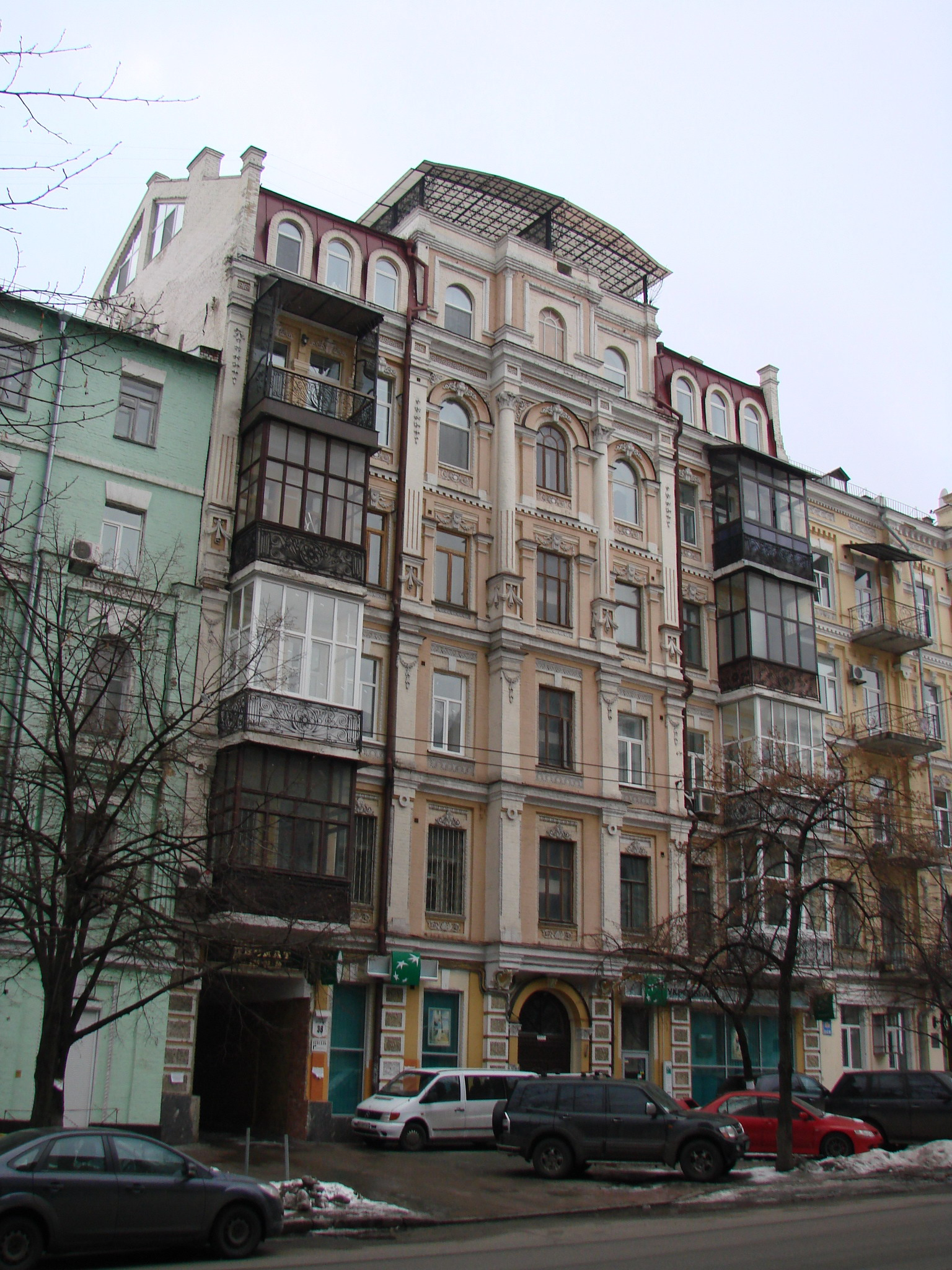
вул. Шота Руставелі, 38
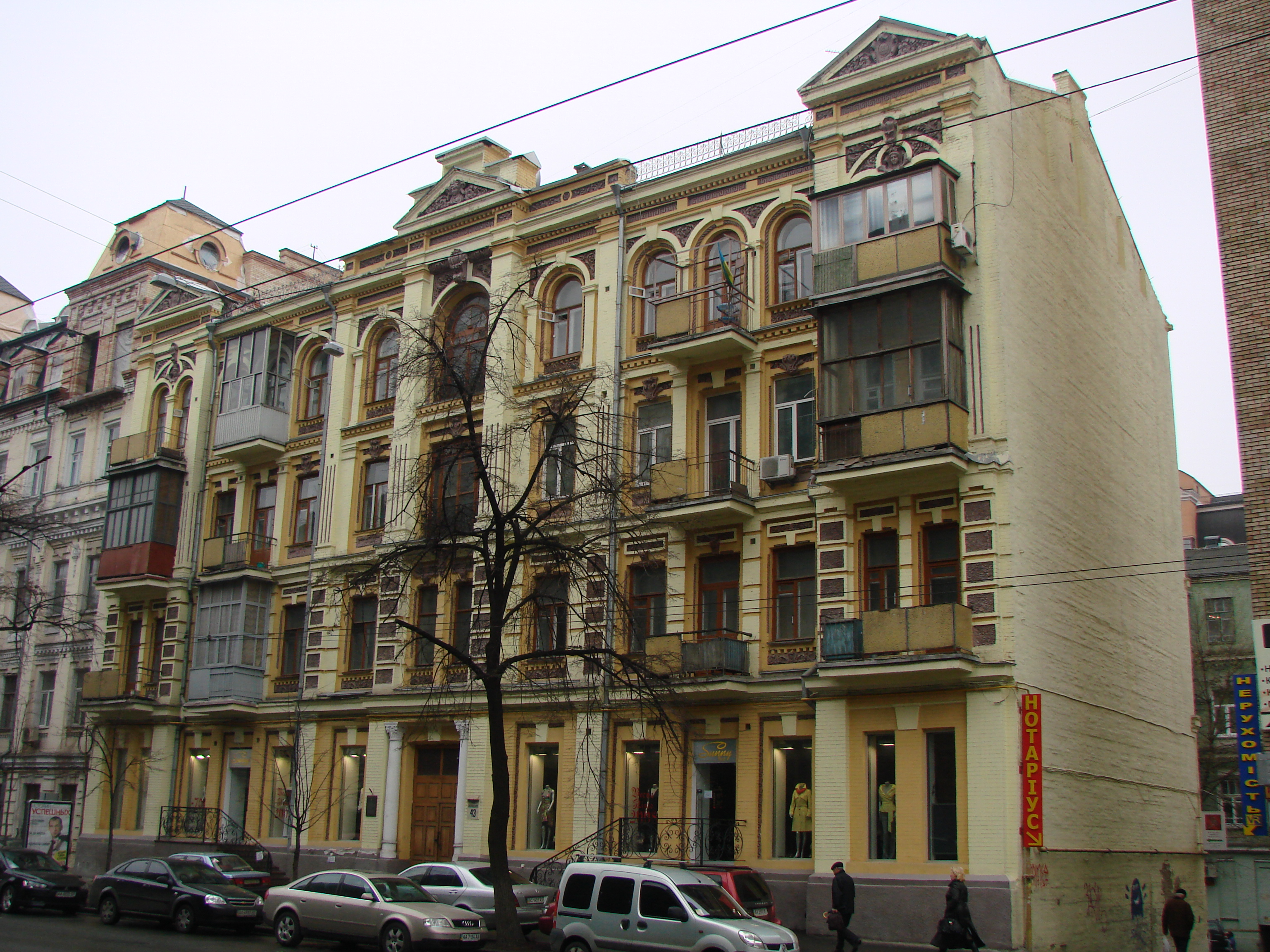
вул. Саксаганського, 43
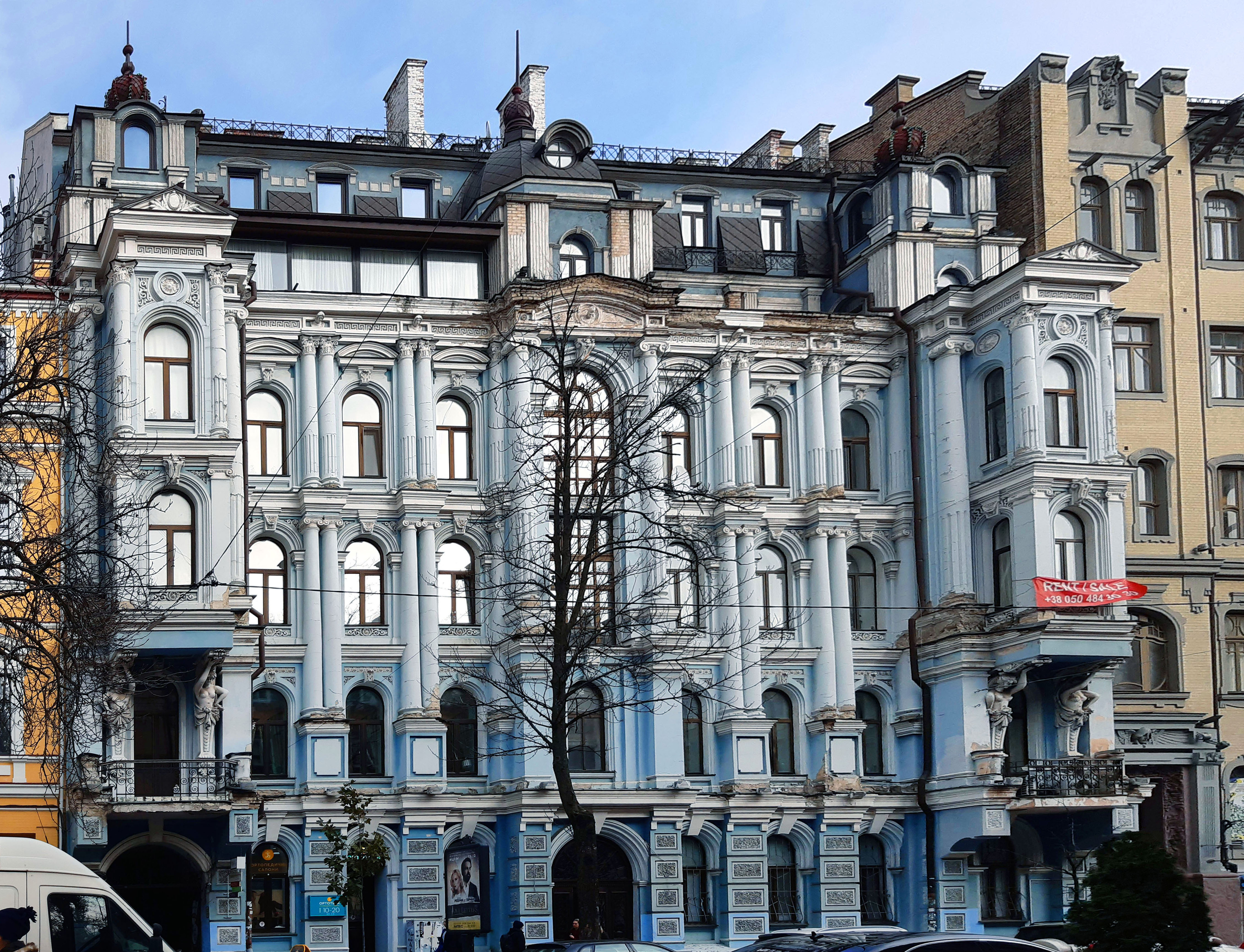
Садиба на Ярославому Валу, 16
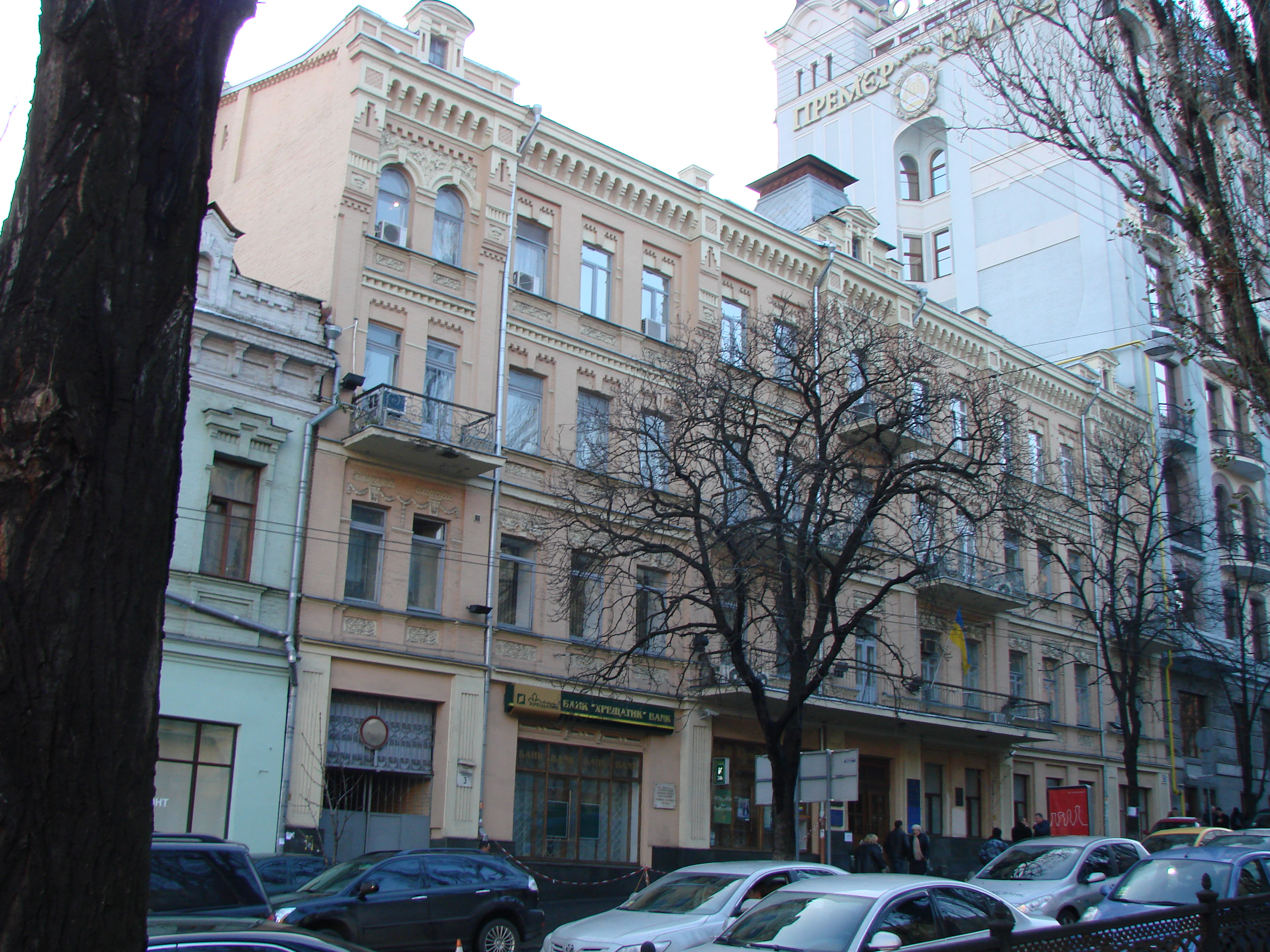
бульвар Тараса Шевченка, 3
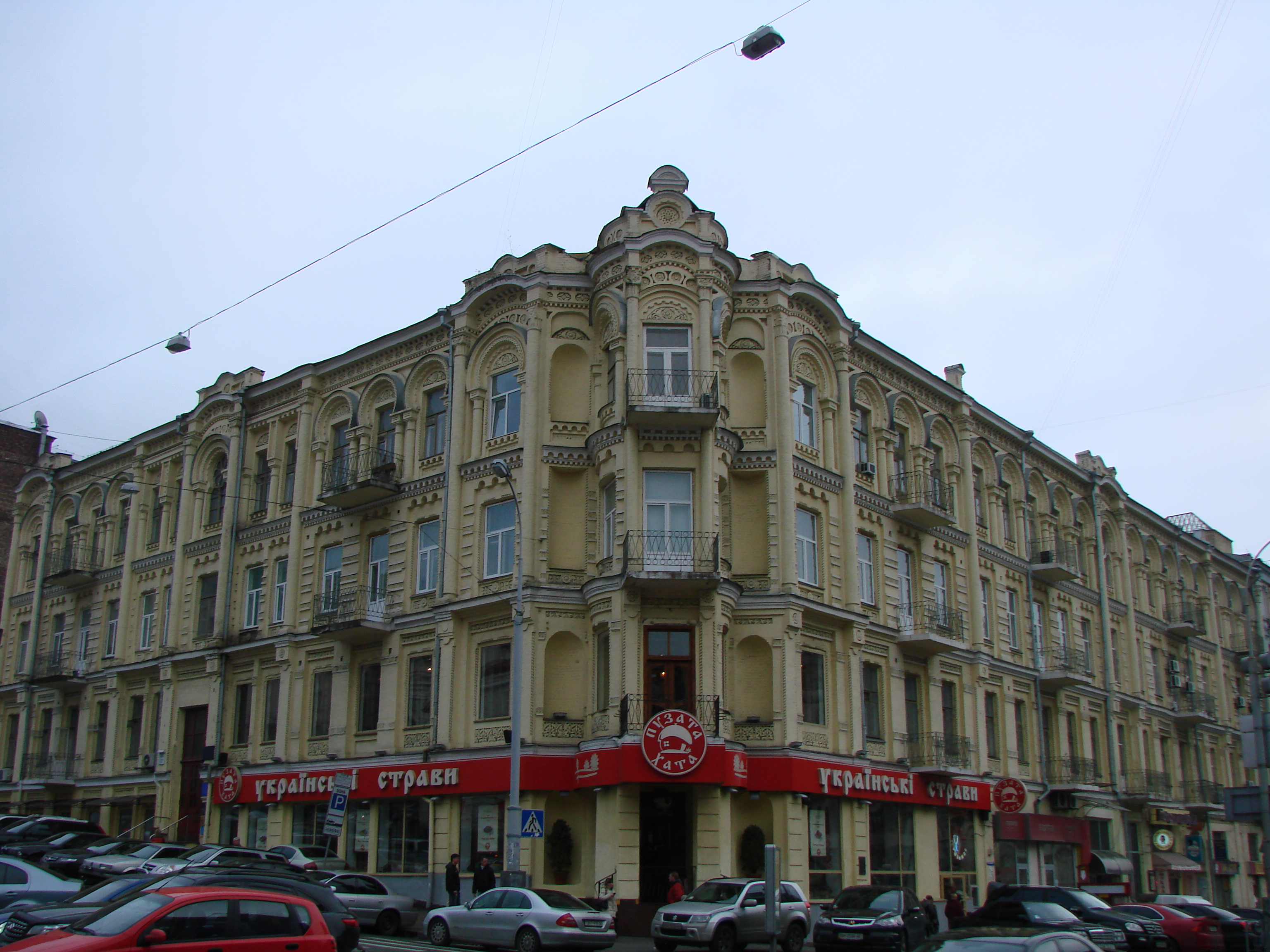
Будинок на вул. Басейній, 1/2
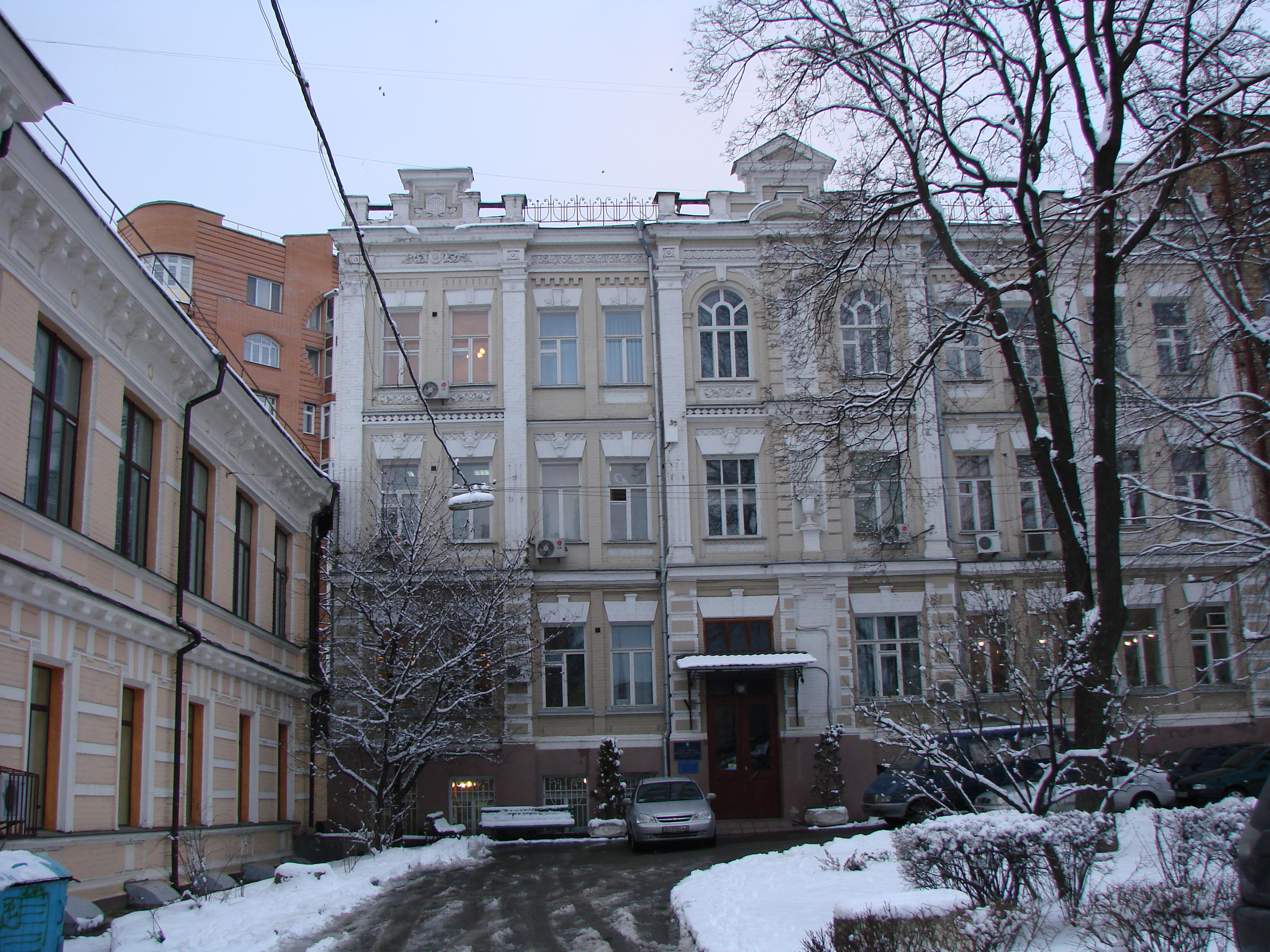
вул. Бульварно-Кудрявська, 16
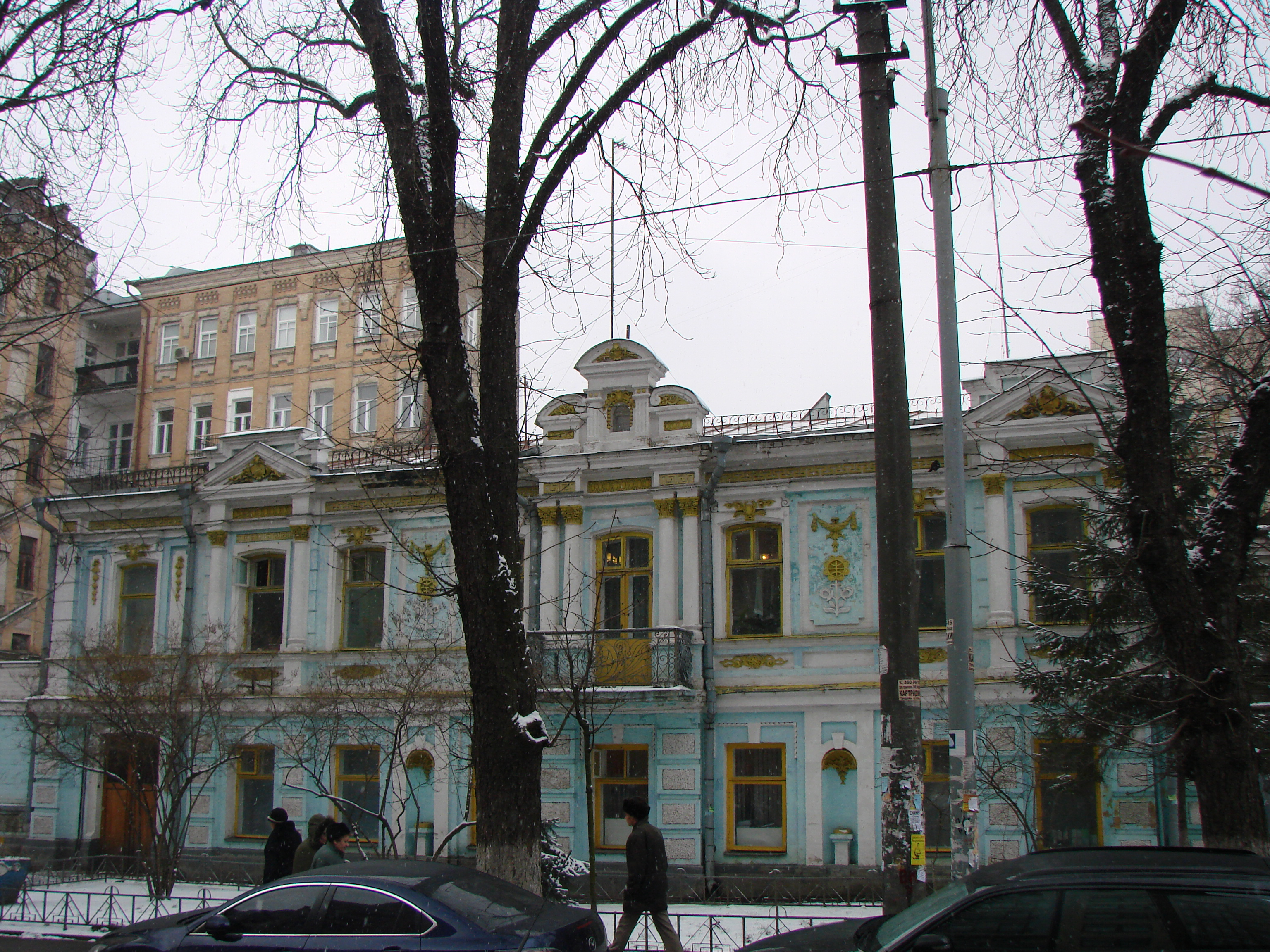
вул. Золотоворітська, 6
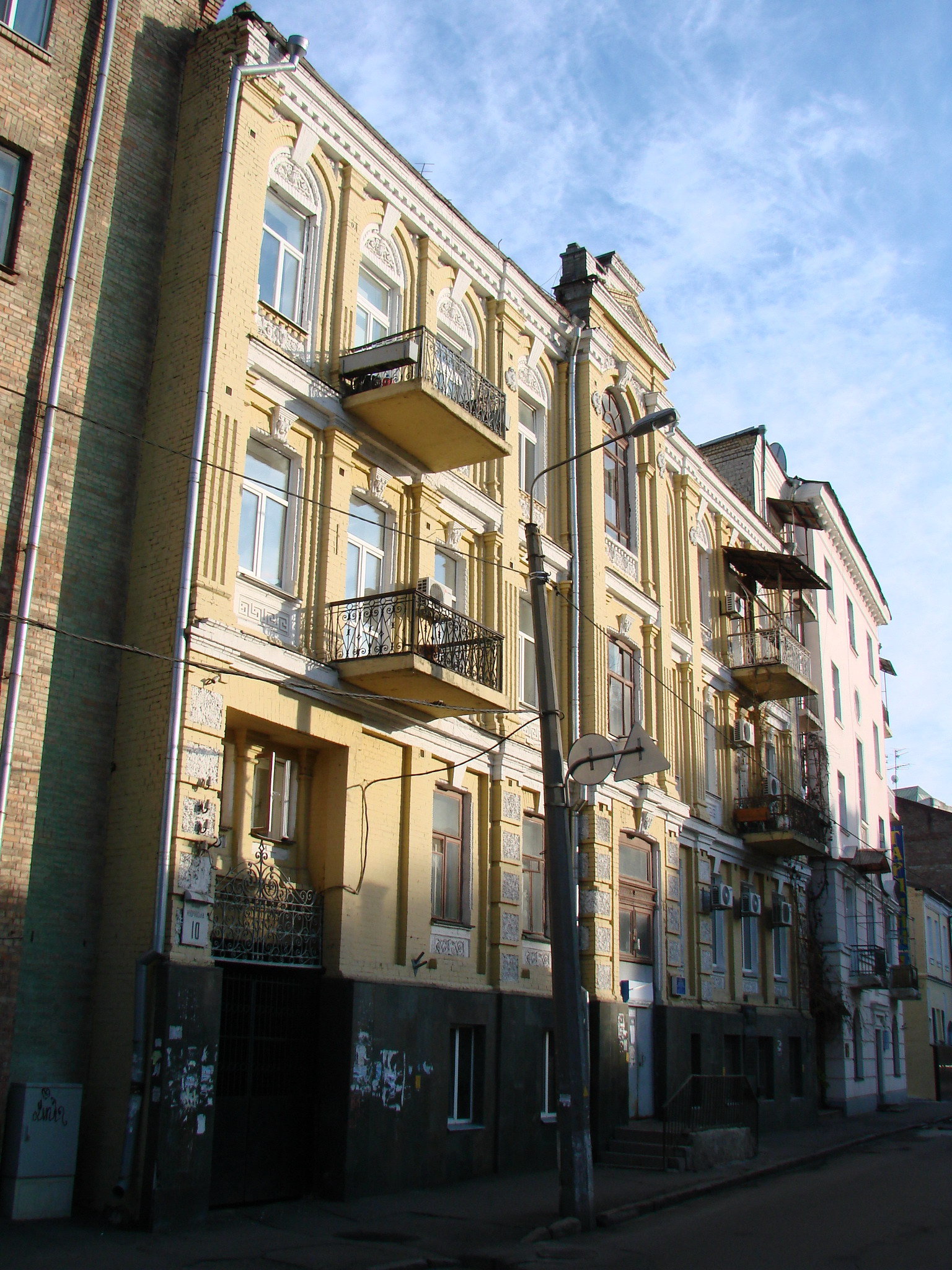
вул. Кудрявська, 10
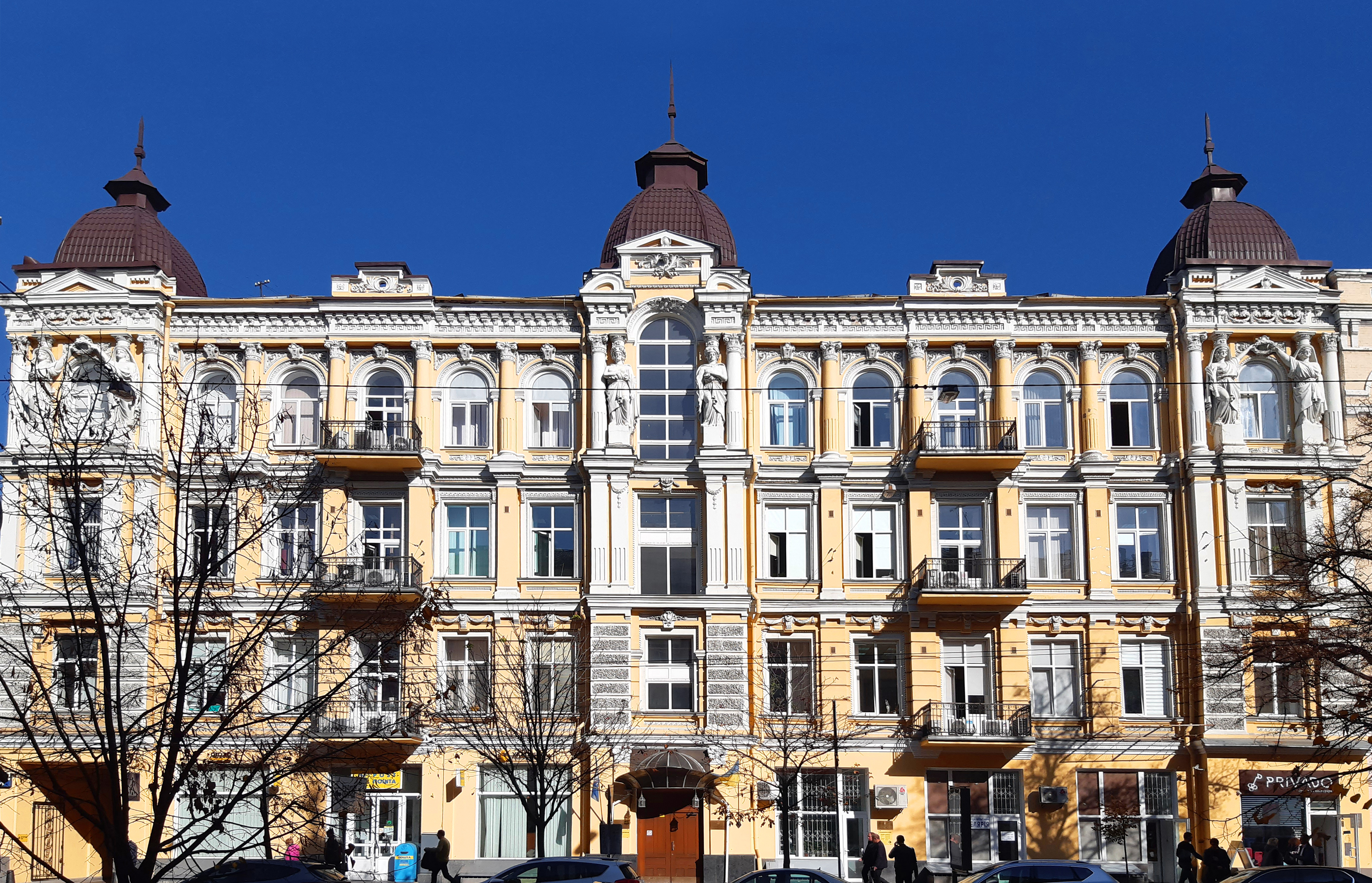
Садиба на вулиці Богдана Хмельницького, 44